# Amberre
Amberre est une commune du Centre-Ouest de la France, située dans le département de la Vienne  en région Nouvelle-Aquitaine.

## Géographie

### Localisation
La commune d'Amberre se trouve au nord-ouest du département de la Vienne.

### Communes limitrophes
|       | Chouppes               | Mirebeau              |
| Cuhon | Amberre                | Saint-Martin-la-Pallu |
|       | Champigny-en-Rochereau |                       |

### Géologie et relief
Amberre est située dans la plaine poitevine. Le territoire communal ne présente aucun relief notable. Ses altitudes extrêmes, 88 m au minimum au nord et 123 m au maximum au sud, ne sont séparées que par une amplitude de 35 m.

### Hydrographie
La commune est arrosée au nord-ouest par le Prepson qui y prend sa source.

### Climat
Pour des articles plus généraux, voir Climat de la Nouvelle-Aquitaine et Climat de la Vienne.
Historiquement, la commune est exposée à un climat océanique du nord-ouest.  
En 2020, Météo-France publie une typologie des climats de la France métropolitaine dans laquelle la commune est exposée à un climat océanique altéré et est dans la région climatique Poitou-Charentes, caractérisée par un bon ensoleillement, particulièrement en été et des vents modérés.
Pour la période 1971-2000, la température annuelle moyenne est de 11,6 °C, avec une amplitude thermique annuelle de 15,1 °C. Le cumul annuel moyen de précipitations est de 670 mm, avec 10,8 jours de précipitations en janvier et 6,7 jours en juillet. Pour la période 1991-2020, la température moyenne annuelle observée sur la station météorologique la plus proche, située sur la commune de Neuville-de-Poitou à 10,89 km à vol d'oiseau, est de 12,5 °C et le cumul annuel moyen de précipitations est de 704,6 mm,. Pour l'avenir, les paramètres climatiques de la commune estimés pour 2050 selon différents scénarios d’émission de gaz à effet de serre sont consultables sur un site dédié publié par Météo-France en novembre 2022.

### Voies de communication et transports
Le bourg d'Amberre, traversé par la route départementale 24, se situe, en distances orthodromiques, trois kilomètres au sud-ouest de Mirebeau et 20 kilomètres au nord-ouest de Jaunay-Clan.
La commune est également desservie par les routes départementales 7, 18, 725 (l'ancienne route nationale 725) et 738 (l'ancienne route nationale 738).

## Urbanisme

### Typologie
Au 1er janvier 2024, Amberre est catégorisée commune rurale à habitat dispersé, selon la nouvelle grille communale de densité à sept niveaux définie par l'Insee en 2022.
Elle est située hors unité urbaine. Par ailleurs la commune fait partie de l'aire d'attraction de Poitiers, dont elle est une commune de la couronne,. Cette aire, qui regroupe 97 communes, est catégorisée dans les aires de 200 000 à moins de 700 000 habitants,.

### Occupation des sols
L'occupation des sols de la commune, telle qu'elle ressort de la base de données européenne d’occupation biophysique des sols Corine Land Cover (CLC), est marquée par l'importance des territoires agricoles (98,1 % en 2018), une proportion identique à celle de 1990 (98,1 %). La répartition détaillée en 2018 est la suivante : 
terres arables (76 %), zones agricoles hétérogènes (22,1 %), zones urbanisées (1,9 %). L'évolution de l’occupation des sols de la commune et de ses infrastructures peut être observée sur les différentes représentations cartographiques du territoire : la carte de Cassini (XVIIIe siècle), la carte d'état-major (1820-1866) et les cartes ou photos aériennes de l'IGN pour la période actuelle (1950 à aujourd'hui).

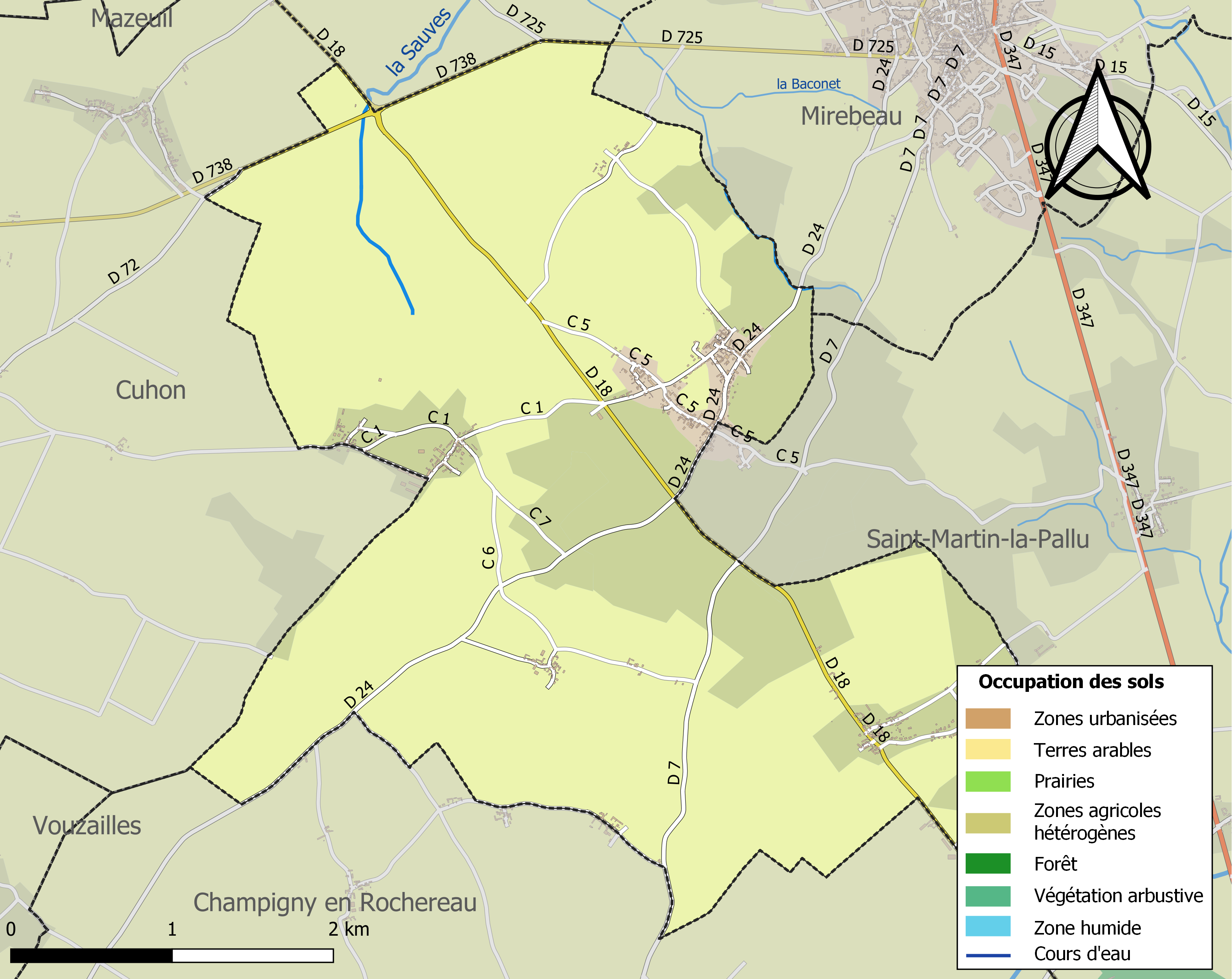
Carte des infrastructures et de l'occupation des sols de la commune en 2018 (CLC).

### Risques majeurs
Le territoire de la commune d'Amberre est vulnérable à différents aléas naturels : météorologiques (tempête, orage, neige, grand froid, canicule ou sécheresse), mouvements de terrains et séisme (sismicité modérée). Il est également exposé à un risque technologique,  le transport de matières dangereuses. Un site publié par le BRGM permet d'évaluer simplement et rapidement les risques d'un bien localisé soit par son adresse soit par le numéro de sa parcelle.

#### Risques naturels

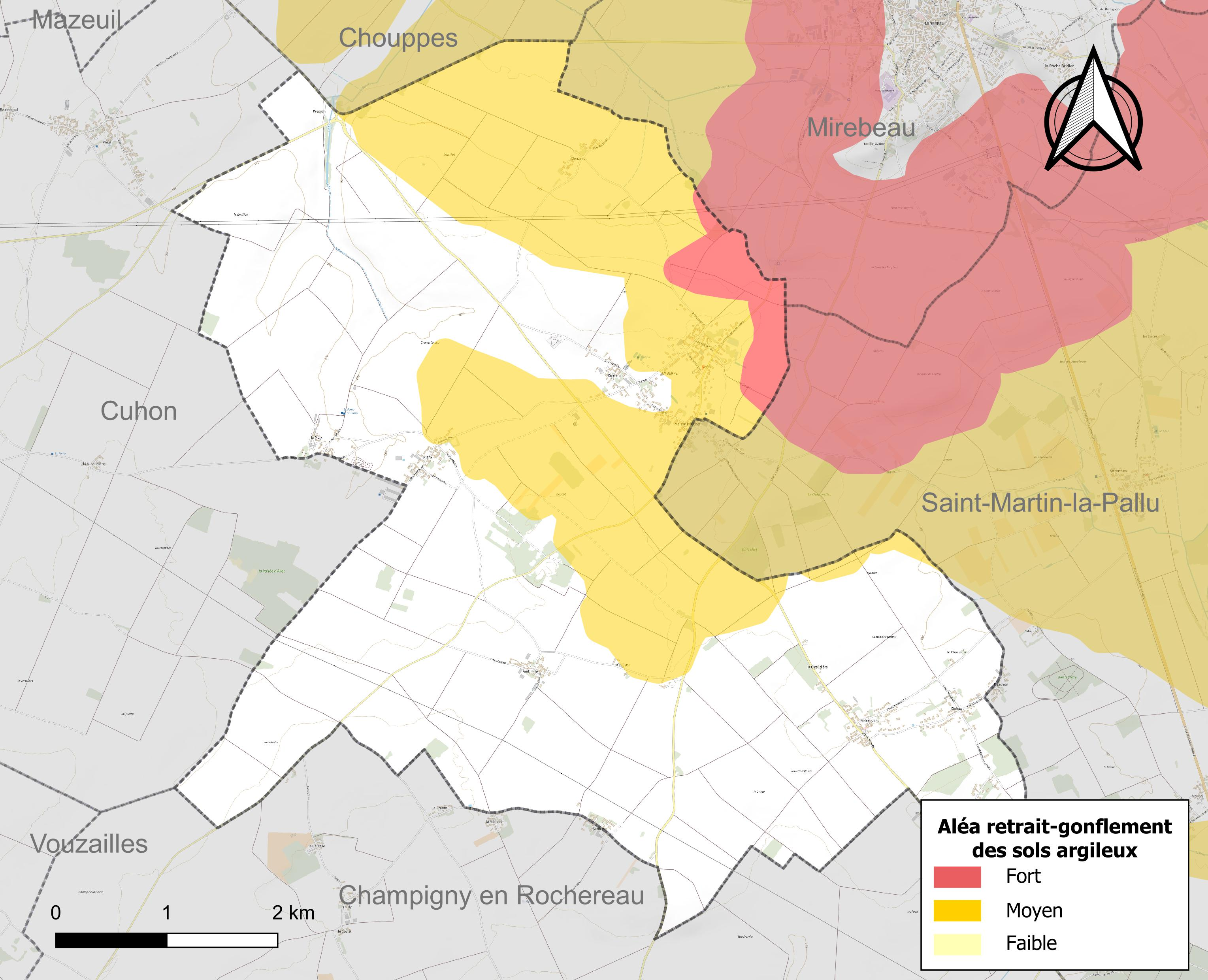
Carte des zones d'aléa retrait-gonflement des sols argileux d'Amberre.

Les mouvements de terrains susceptibles de se produire sur la commune sont des tassements différentiels. Le retrait-gonflement des sols argileux est susceptible d'engendrer des dommages importants aux bâtiments en cas d’alternance de périodes de sécheresse et de pluie. 31,6 % de la superficie communale est en aléa moyen ou fort (79,5 % au niveau départemental et 48,5 % au niveau national). Depuis le 1er octobre 2020, en application de la loi ÉLAN, différentes contraintes s'imposent aux vendeurs, maîtres d'ouvrages ou constructeurs de biens situés dans une zone classée en aléa moyen ou fort,.
La commune a été reconnue en état de catastrophe naturelle au titre des dommages causés par les inondations et coulées de boue survenues en 1982, 1999 et 2010, par la sécheresse en 1996, 2003 et 2017 et par des mouvements de terrain en 1999 et 2010.

## Toponymie
Le nom de la localité est attesté sous les formes Amberra vers 1051, Ecclesia Sancti Petri de Amberria en 1119.

## Histoire
Comme le reste de la France [précision nécessaire], Amberre accueille favorablement les avancées de la Révolution française. Elle plante ainsi son arbre de la liberté, symbole de la Révolution.
En 1829, la commune de Bournezeau fusionne avec Amberre. De 1973 à 1979, Amberre fusionne avec Mirebeau en tant que commune associée et reprend son autonomie ensuite.

## Politique et administration

### Instances judiciaires et administratives
La commune relève du tribunal d'instance de Poitiers, du tribunal de grande instance de Poitiers, de la cour d'appel de Poitiers, du tribunal pour enfants de Poitiers, du conseil de prud'hommes de Poitiers, du tribunal de commerce de Poitiers, du tribunal administratif de Poitiers et de la cour administrative d'appel de  Bordeaux, du tribunal des pensions de Poitiers, du tribunal des affaires de la Sécurité sociale de la Vienne, de la cour d’assises de la Vienne.

## Population et société

### Démographie
Les habitants sont nommés les Amberrois.

#### Évolution démographique
L'évolution du nombre d'habitants est connue à travers les recensements de la population effectués dans la commune depuis 1793. Pour les communes de moins de 10 000 habitants, une enquête de recensement portant sur toute la population est réalisée tous les cinq ans, les populations de référence des années intermédiaires étant quant à elles estimées par interpolation ou extrapolation. Pour la commune, le premier recensement exhaustif entrant dans le cadre du nouveau dispositif a été réalisé en 2006.
En 2022, la commune comptait 565 habitants, en évolution de −1,4 % par rapport à 2016 (Vienne : +0,6 %, France hors Mayotte : +2,11 %). Le maximum de la population a été atteint en 2019 avec 580 habitants.
| 1793 | 1800 | 1806 | 1821 | 1831 | 1836 | 1841 | 1846 | 1851 |
| ---- | ---- | ---- | ---- | ---- | ---- | ---- | ---- | ---- |
| 235  | 214  | 213  | 234  | 426  | 428  | 410  | 412  | 454  |

| 1856 | 1861 | 1866 | 1872 | 1876 | 1881 | 1886 | 1891 | 1896 |
| ---- | ---- | ---- | ---- | ---- | ---- | ---- | ---- | ---- |
| 469  | 480  | 470  | 510  | 528  | 541  | 578  | 560  | 542  |

| 1901 | 1906 | 1911 | 1921 | 1926 | 1931 | 1936 | 1946 | 1954 |
| ---- | ---- | ---- | ---- | ---- | ---- | ---- | ---- | ---- |
| 533  | 531  | 553  | 535  | 525  | 501  | 504  | 482  | 489  |

| 1962 | 1968 | 1982 | 1990 | 1999 | 2006 | 2011 | 2016 | 2021 |
| ---- | ---- | ---- | ---- | ---- | ---- | ---- | ---- | ---- |
| 451  | 423  | 379  | 370  | 424  | 470  | 542  | 573  | 570  |

| 2022 | - | - | - | - | - | - | - | - |
| ---- | - | - | - | - | - | - | - | - |
| 565  | - | - | - | - | - | - | - | - |

#### Pyramide des âges
En 2018, le taux de personnes d'un âge inférieur à 30 ans s'élève à 34,9 %, soit en dessous de la moyenne départementale (35,3 %). De même, le taux de personnes d'âge supérieur à 60 ans est de 22,0 % la même année, alors qu'il est de 28,3 % au niveau départemental.
En 2018, la commune comptait 296 hommes pour 281 femmes, soit un taux de 51,30 % d'hommes, largement supérieur au taux départemental (48,29 %).
Les pyramides des âges de la commune et du département s'établissent comme suit.
| Hommes | Classe d’âge | Femmes |
| ------ | ------------ | ------ |
| 0,7    | 90 ou +      | 1,8    |
| 6,4    | 75-89 ans    | 6,4    |
| 14,9   | 60-74 ans    | 13,9   |
| 21,4   | 45-59 ans    | 19,7   |
| 20,4   | 30-44 ans    | 24,8   |
| 13,0   | 15-29 ans    | 11,1   |
| 23,2   | 0-14 ans     | 22,3   |

| Hommes | Classe d’âge | Femmes |
| ------ | ------------ | ------ |
| 0,9    | 90 ou +      | 2,4    |
| 8,1    | 75-89 ans    | 10,3   |
| 17,9   | 60-74 ans    | 18,1   |
| 19,2   | 45-59 ans    | 18,8   |
| 17,3   | 30-44 ans    | 16,7   |
| 19,4   | 15-29 ans    | 18,2   |
| 17,2   | 0-14 ans     | 15,5   |

## Économie
Selon la direction régionale de l'Alimentation, de l'Agriculture et de la Forêt de Poitou-Charentes, il n'y a plus que 15 exploitations agricoles en 2010 contre 36 en 2000.
Les surfaces agricoles utilisées sont passées de 1 020 à 1 140 hectares. Ces chiffres indiquent une concentration des terres sur un nombre plus faible d’exploitations. Cette tendance est conforme à l’évolution  constatée sur tout le département de la Vienne puisque de 2000 à 2007, chaque exploitation a gagné en moyenne 20 hectares.
61 % sont destinées à la culture des céréales (blé tendre et orge), 7 % pour le fourrage, 23 % pour les oléagineux (colza et tournesol). En 2010, 5 hectares sont consacrés à la viticulture contre 10 en 2000.
Alors qu'en 2000, il y avait 514 têtes de caprins et 68 têtes de bovins, en 2010, il n'y a plus d'élevage. La disparition de l'élevage de caprins est révélatrice de l’évolution qu’a connu cet élevage, en région Poitou-Charentes, au cours des deux  dernières décennies : division par trois du nombre d’exploitations, augmentation des effectifs moyens par élevage (38 chèvres en 1988, 115 en 2000), division par 10 des chèvreries de 10 à 50 chèvres qui représentaient 50 % des troupeaux en 1988, et multiplication par six des élevages de plus de 200 chèvres qui regroupent, en 2000, 45 % du cheptel. Cette évolution de la production caprine a principalement pour origine la crise de surproduction laitière de 1990-1991 qui, en parallèle des mesures incitatives, a favorisé des départs d’éleveurs en préretraite et encouragé l’adaptation structurelle des élevages restants.

## Culture locale et patrimoine

### Lieux et monuments
- Église Saint-Pierre d'Amberre, XIXe siècle. Elle est inscrite à l'Inventaire général du patrimoine culturel[33].
- Église Saint-Martin de Bournezeau, XIIe et XVIe siècles. Le portail d'entrée est inscrit aux monuments historiques depuis 1932[34].
- Église d'Amberre. Elle est inscrite à l'Inventaire général du patrimoine culturel[35].
- Pigeonnier du presbytère d'Amberre, XVIIe siècle.
- Anciennes carrières de faluns d'Amberre.
- Les plaines du Mirebalais et du Neuvillois sont classées comme zones naturelles d'intérêt écologique, faunistique et floristique (ZNIEFF)[36].

### Héraldique
| Blason de Amberre | Blason  | D'or à deux clés de gueules passées en sautoir, à une épée basse d'azur brochante ; au chef ondé de sinople chargé de trois ammonites d'argent. |
| Blason de Amberre | Détails | Le statut officiel du blason reste à déterminer.                                                                                                |